# 北海道旅客鐵道

北海道旅客鐵道的營運範圍，以淺綠色表示。

北海道旅客鐵道（日语：／ Hokkaidō Ryokaku Tetsudō */?），經常簡稱為JR北海道、JR北或JR Hokkaido，是日本JR鐵路公司之一，於1987年4月1日國鐵分割民營化後成立，以北海道為主要營業範圍，屬於第一種鐵道事業者。其企業識別色是淡綠色。

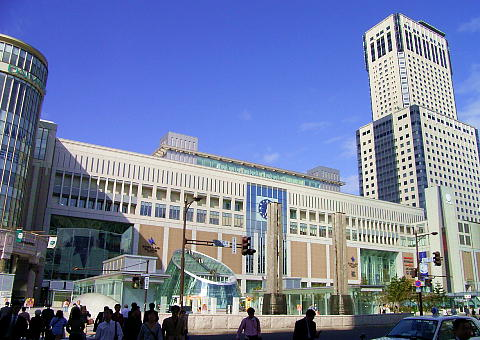

JR北海道線路圖

## 簡介
JR北海道在日本國鐵分割民營化後，自原本的日本國鐵承襲了21條共3,176.6公里長的鐵道路線，113.0公里長的火車渡輪航線（Train Ferry，日文中稱呼為「航路」），與相關的公車路線事業。與JR四國、JR九州同樣，經營北海道這種偏遠地區的公共運輸事業，使得JR北海道先天的營運基礎就很薄弱。北海道地廣人稀，更有一大半地區被列入日本政府的過疏地域，夏季與冬季溫差甚大，而冬季嚴寒常伴有暴風雪，加速鐵路基建及設備老化及損耗，要花費更多人力物力應對，這使JR北海道在維護及營運負擔比日本其他鐵路公司都要沉重，社長島田修2016年11月宣布其經營的一半路線為「難以維持營運線區」。經費不足下，列車及軌道缺乏維護保養，加上企業職場文化不佳，成為JR客運六社中事故率最高者，並導致特急列車降速運營；此外，由於近年間廉價航空公司興起、加上高速公路網絡完善化及私家車普及、以及北海道鄉郊地區人口外流情況嚴重，令JR北海道經營狀況更趨嚴峻，陷入瀕臨破產邊緣，因此廢除了一部分路線，並依靠國家援助以維持北海道公共交通，每年虧損兩到三百億日圓不等。2020年起再加上COVID-19疫情的影響，乘客數大減，虧損加大，2020年度的赤字達到841億餘日圓，平均每日2.3億日圓。為了解決這問題，JR北海道特別成立了獨立行政法人鐵道建設、運輸設施整備支援機構國鐵清算事業本部（設置當時原稱日本國有鐵道清算事業團），由該單位100%擁有JR北海道的股份，而成為股票沒有上市的特殊營運事業體。
在接手之後，JR北海道進行了大規模的路線整頓，包括將所有特定地方交通線在內、共806.1公里長的9條鐵路線廢止，與新增2條共90.4公里長的新線，以及修改特定路線而減少了3.2公里長的距離，使得總路線長度剩下2,457.7公里（2015年4月1日的統計）。其中包括5條幹線共1,327.9公里長，與9條地方交通線共1,129.8公里長。
至於唯一的火車渡輪航線青函航路，則是在青函隧道開通之後，於1988年時廢止。2000年4月1日時，JR北海道將旗下的公車事業全部轉交給子公司「JR北海道巴士」（ジェイ・アール北海道バス）營運。
2004年12月，JR北海道營運範圍內的第一條新幹線路線——北海道新幹線的建設案確定，預計會為JR北海道大幅增加收益。除此之外，JR北海道近年來也積極投入雙模式車輛（Dual Mode Vehicle，DMV，一種可以在鐵軌與路面上兼用的交通工具）的開發，積極改善經營狀況。
在JR拆分出的其他5個鐵路客運公司之中，與JR北海道的經營版圖有直接接觸的，是經營區域位於本州北部的JR東日本。兩家鐵路公司是以位於青森縣的中小國車站為界，在路線經營上是合作很密切的夥伴。在北海道新幹線通車後，與JR東日本所屬的東北新幹線互相駛入對方的路線中，共同與世界上排名前幾的黃金空中航線「東京──札幌」航線作競爭。
經營區域內以山地居多的JR北海道，對於能適應惡劣路型在既有軌道上提升車速的擺式列車作出大量投資。2006年3月，在與鐵道總合技術研究所（JR總研）和川崎重工業的合作下，推出了新型的混合式車體傾斜系統，結合被動式的自然傾斜機構與主動式的空氣彈簧彈性係數控制功能，可以在提升傾斜角度的情況下，改善乘坐舒適性。但由於2011年石勝線脱線事故等嚴重意外，且財務狀況惡化至無力負擔開發及維護費用下，JR北海道決定放棄開發新型擺式列車285系，並在2014-2015年間，把261系的車體傾斜系統拆除，而在2015-2016新製的列車更取消了這個設備。
順應全球性的禁煙趨勢，在2006年3月18日實施的時間表中，所有在北海道境內起讫的列車，全都改為全禁煙車。而許多由本州駛入北海道的列車，也陸續撤除車廂玄關處的煙灰缸，慢慢達到禁煙化的目的。
如同其他JR集團的成員，JR北海道也有在轄下的主要車站設置旅行服務中心，並暱稱為「星光廣場」（ツインクルプラザ，Twinkle Plaza）。

## 歷史
- 1987年
  - 4月1日：日本國鐵分割民營化，北海道旅客鐵道成立。
  - 7月13日：幌內線廢線。
- 1988年
  - 2月1日：松前線廢線。
  - 3月13日：海峽線開通，臥舖特急列車「北斗星」與快速列車「海峽」開始營運。
  - 3月14日：青函航路廢止。
  - 4月25日：歌志內線廢線。
- 1989年
  - 4月30日：標津線廢線。
  - 5月1日：名寄本線、天北線廢線。
  - 6月4日：池北線廢線。路線的經營權移交由非營利法人北海道池北高原鐵道（北海道ちほく高原鉄道）經營，命名為「故鄉銀河線」（ふるさと銀河線），但最後卻因營運資金調度困難，在2006年4月21日再次廢線，北海道池北高原鐵道也隨之解散。
- 1990年9月1日：使用785系電聯車的特急列車「超級白箭號」（スーパーホワイトアロー）開始營運。
- 1992年7月1日：千歲線支線（南千歲～新千歲機場）開始營運。
- 1994年
  - 3月1日：使用281系柴聯車的特急列車「超級北斗號」開始營運。
  - 5月16日：函館本線上砂川支線廢線。
- 1995年
  - 9月4日：深名線廢線。
  - 12月4日：JR北海道本社自原本的札幌內移出至桑園前的新本社大樓。
- 1996年1月10日：包含JR北海道、JR九州與JR四國在內的三個離島鐵路公司修改了新的票價制訂政策，JR集團不再遵循單一票價結構，與本州島上的諸JR公司之間開始有票價差產生。
- 1997年3月22日：使用283系柴聯車的特急列車「超級大空號」（スーパーおおぞら）開始營運。
- 1998年11月21日：導入自動驗票系統。
- 2000年3月11日：使用261系柴聯車的特急列車「超級宗谷號」（スーパー宗谷）開始營運。
- 2000年4月1日：旗下公車事業轉移由子公司JR北海道巴士（ジェイ・アール北海道バス）經營。
- 2001年
  - 6月22日：修正版的JR公司法（日语：旅客鉄道株式会社及び日本貨物鉄道株式会社に関する法律）開始施行（2001年6月15日通過），將本州島上的JR三社排除，主要是針對JR北海道、JR九州、JR四國與JR貨物四家JR公司進行協助，以輔導全部的JR集團成員完成股票上市完全民營化為最終目標。
  - 12月1日：使用789系電聯車的特急列車「超級白鳥號」（スーパー白鳥）開始營運，快速列車「海峽號」停止服務。
- 2003年3月6日：位於札幌車站南口的車站大樓「JR塔」（JRタワー）啟用。
- 2006年3月18日：北海道內起讫的所有列車全面禁煙化。
- 2011年
  - 5月27日：由釧路開往札幌的特急列車「超級大空14號」行駛至石勝線一隧道時出軌起火，六節車廂全部焚毀，79名乘客受傷。
  - 9月12日：JR北海道社長中島尚俊在留下遺書給親友與公司相關人士後，在石狩市海岸線投海自殺。[4][5]
- 2013年
  - 3月23日：JR北海道發行的電子票證Kitaca開始與全日本其他交通票證互相利用。
  - 9月19日：函館本線大沼車站內發生貨物列車出軌事故，事故調查時發現JR北海道員工涉嫌竄改鐵軌維護資料。
- 2014年
  - 1月14日：曾任JR北海道第二任社長的相談役（職位類似於顧問）坂本真一（日语：坂本眞一 (実業家)）自殺身亡，遺體在余市町海岸被發現[6]。
  - 1月24日：國土交通省根據《鐵道運輸法》向JR北海道發出《與運輸安全相關的業務改善命令及與健全營運相關的監督命令》，飭令改善連串經營問題[7]。這是日本政府自國鐵分割民營化後，首次對JR公司發出的監督命令。
  - 5月12日：江差線木古內～江差間廢線。
- 2015年
  - 1月8日 因大浪沖刷導致路基流失，日高本線鵡川站至樣似站之間列車停駛，改以巴士代替
- 2016年
  - 3月26日：北海道新幹線新青森–新函館北斗通車，江差線木古內–五稜郭段改由第三部門道南漁火鐵道管理，改為道南漁火鐵道線。而所有來往北海道至本州之間在來線特急和急行（包括超級白鳥號）在3月22日起停駛，並於當日正式停辦。同時JR北海道所有急行已被廢除。
  - 11月16日：JR北海道社長島田修在記者會表示，現行營運的2,500公里路線之中，有1,236公里因每公里平均旅客數（輸送密度）低於2,000人導致長年虧損，將列為該公司難以獨自經營的路線，會尋求停駛廢線改由公車行駛，或是請求地方政府出資支援經費以維持營運[8]。
  - 12月5日：留萌本線留萌～增毛間廢線。
- 2017年
  - 3月24日：列車時間表調整，特急「丁香號」、「大雪號」復駛。札幌站至稚内站、網走站的直通列車來回班次減少，部分列車在旭川站以特急「丁香號」接續。此外，特急「超級神威號」更名為「神威號」。特急「鈴蘭號」在內的JR北海道L特急列車廢止。
  - 5月2日：5月1日出發的JR東日本的「TRAIN SUITE 四季島」駛入該公司的鐵道線。
- 2018年6月17日：札沼線（北海道醫療大學－新十津川段）、留萌本線（深川－留萌段）、根室本線（富良野－新得段）、日高本線（鵡川－樣似段）預定於2020年或之前廢線[9]。
- 2019年
  - 2月1日，開設推特帳號，以在大規模災害導致列車停駛或時刻變動時，即時公告相關資訊[10]。
  - 3月16日，列車時間表修訂，青函隧道內新幹線列車時速由每小時140公里提高到160公里，使得東京車站到新函館北斗車站最快速的隼號列車行車時間縮短為3小時58分鐘[11]。
  - 4月1日：石勝線（夕張支線、新夕張－夕張段）廢線[12]。
- 2020年
  - 4月17日：札沼線（北海道醫療大學－新十津川段）停駛。
  - 5月7日：札沼線（北海道醫療大學－新十津川段）廢止。
- 2021年
  - 4月1日：自2015年停駛的日高本線鵡川－樣似段正式廢止。
- 2023年
  - 4月1日：留萌本線（留萌－石狩沼田）廢止。
- 2024年
  - 4月1日：根室本線（富良野－新得）廢止。

## 本社與支社

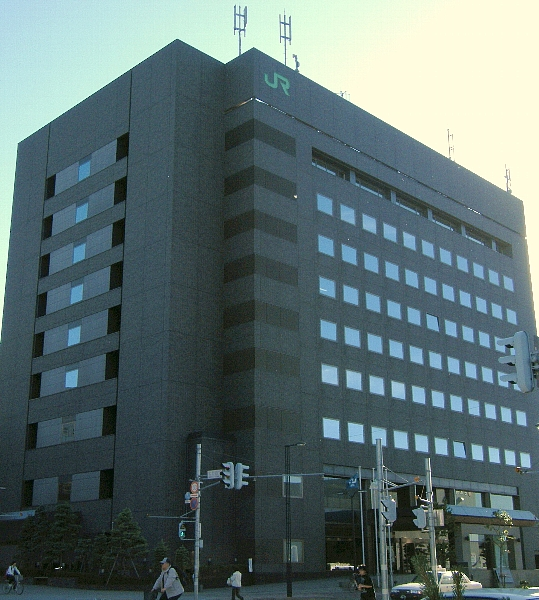
JR北海道總部

JR北海道除了位於札幌的總公司（本社）之外，還設置有三個分公司（支社），分四個區域共同管理整個北海道地區的所有路線。各分公司的總部與下轄的車輛基地分列如下：
- 札幌本社（日语：北海道旅客鉄道鉄道事業本部）：主要負責道央地區範圍內函館本線、根室本線、石勝線、室蘭本線、日高本線、千歲線與札沼線之部分路段的營運管理。本社總部位設於札幌市中央區北十一条西十五丁目1番1號。
  - 札幌運轉所（日语：札幌運転所）
  - 苗穗運轉所（日语：苗穂運転所）
  - 苫小牧運轉所（日语：苫小牧運転所）
  - 岩見澤運轉所（日语：岩見沢運転所）
  - 日高線運輸營業所（日语：日高線運輸営業所）
- 函館支社（日语：北海道旅客鉄道函館支社）：主要管理道南地區的函館本線（函館站至熱郛站、砂原支線、藤城支線）、室蘭本線（長萬部站至禮文站）與海峽線（包括青函隧道）等路線，以及北海道新幹線新青森站至新函館北斗站路段，支社總部設於函館市若松町12番5號。
  - 函館運輸所（日语：函館運輸所）
  - 函館運輸所青函派出所
  - 函館總合車輛基地（日语：函館総合車両基地）
- 旭川支社（日语：北海道旅客鉄道旭川支社）：主要管理道北地區範圍內的函館本線（江部乙站至旭川站）、石北本線、釧網本線（網走站至桂台站）、富良野線、宗谷本線與留萌本線等路線。支社總部設於旭川市宮下通六丁目4152番地2號。
  - 旭川運轉所（日语：旭川運転所）
  - 宗谷北線運輸營業所（日语：宗谷北線運輸営業所）
- 釧路支社（日语：北海道旅客鉄道釧路支社）：主要管理道東地區範圍內的根室本線（上落合號誌站至根室站）、石勝線（上落合號誌站至新得站）、釧網本線（鱒浦站至東钏路站）之路段。支社總部設於釧路市北大通十四丁目5番地（釧路車站樓上）。
  - 釧路運輸車輛所（日语：釧路運輸車両所）
  - 花咲線運輸營業所（日语：花咲線運輸営業所）
  - 帶廣運轉所（日语：帯広運転所）

## 路線

### 現有路線
| 分類       | 中文線名     | 日文線名           | 路段                 | 營業距離（公里）                                                 | 路線編號、愛稱、通稱 | 備註 |
| ---------- | ------------ | ------------------ | -------------------- | ---------------------------------------------------------------- | --- | --- |
| 新幹線     | 北海道新幹線 |                    | 新青森－新函館北斗   | 148.8                                                            | 有些班次會營運東北・北海道新幹線 (東京－新函館北斗) | 新中小國信號場－木古內 85.5公里與海峽線 (無定期客運) 共用軌道、設施                                                                     |
| 幹線       | 函館本線     |                    | 函館－旭川           | 423.1                                                            | ■H（函館－長萬部） ■S（二股－桑園） ■H（苗穗－白石） ■A（厚別－旭川） 道南漁火鐵道■H 道南漁火鐵道線（五稜郭－函館） ■S 札沼線（桑園－札幌） ■H 千歲線（白石－札幌） | 新函馆北斗站至小樽站間路段（包括支線砂原線、藤城線）預定於2031年北海道新幹線延伸至札幌站通車時，移交給第三部門鐵道業者接手營運。        |
| 幹線       | 函館本線     | 大沼－森           | 35.3                 | ■N 砂原線                                                        | | |
| 幹線       | 函館本線     | 七飯－大沼         | 沒有                 | ■H 藤城線                                                        | 下行專用 | |
| 幹線       | 根室本線     |                    | 瀧川－富良野         | 54.6                                                             | ■T（東瀧川－富良野） | |
| 幹線       | 根室本線     | 新得－根室         | 307.5                | ■K（新得－釧路）■B 釧網本線（東釧路－釧路） 花咲線（釧路－根室） | | |
| 幹線       | 千歲線       |                    | 沼之端－白石         | 56.6                                                             | ■H | |
| 幹線       | 千歲線       | 南千歲－新千歲機場 | 2.6                  | ■AP 機場線                                                       | 國鐵分割民營化以後開業 | |
| 幹線       | 室蘭本線     |                    | 長萬部－岩見澤       | 211.0                                                            | ■H（長萬部－苫小牧） ■H 千歲線（沼之端－苫小牧） | 沼端－岩見澤 提出需要地方政府支援的方針。                                                                                               |
| 幹線       | 室蘭本線     | 東室蘭－室蘭       | 7.0                  | ■M 室蘭支線                                                      | | |
| 幹線       | 石勝線       |                    | 南千歲－新得         | 132.4                                                            | ■K | |
| 地方交通線 | 富良野線     |                    | 富良野－旭川         | 54.8                                                             | ■F | 全線提出需要地方政府支援的方針。 |
| 地方交通線 | 留萌本線     |                    | 深川－石狩沼田       | 14.4                                                             | | 全線預定廢線，沿線自治體同意廢線後以巴士作為替代交通。                                                                                  |
| 地方交通線 | 宗谷本線     |                    | 旭川－名寄－稚內     | 259.4                                                            | ■W（永山－稚內） ■A （旭川－新旭川） ■A 石北本線（旭川－新旭川） | 日本最長的地方交通線。 名寄－稚內 提出需要地方政府支援的方針。                                                                          |
| 地方交通線 | 釧網本線     |                    | 東釧路－網走         | 166.2                                                            | ■B | 全線提出需要地方政府支援的方針。 |
| 地方交通線 | 石北本線     |                    | 新旭川－網走         | 234.0                                                            | ■A | 全線提出需要地方政府支援的方針。 |
| 地方交通線 | 札沼線       |                    | 桑站－北海道醫療大學 | 28.9                                                             | ■G 學園都市線 | |
| 地方交通線 | 日高本線     |                    | 苫小牧－鹉川         | 30.5                                                             | | |
| 地方交通線 | 海峽線       |                    | 中小國－木古內       | 87.8                                                             | | 國鐵分割民營化以後開業 中小國－新中小國信號場 2.3公里與JR東日本津輕線重複。 新中小國信號場－木古內 85.5公里與北海道新幹線共用軌道、設施 |

1. ↑  藤城線從未獨自被定營業距離，亦未曾加入總營業距離。營業上被視為本線路段（途經仁山站，同路段的營業距離為13.2公里）。
2. ↑  JR軌道名稱上的終點為苗穗站，但正確來說包括與函館本線的重複路段（苗穗－白石 3.6公里）合共60.2公里的千歲線。但是，1973年實施軌道附替後白石站與函館本線合流，事業基本計劃與『鐵道要覽』以「沼之端－白石 56.6公里」記載。

### 廢除路線
| 分類       | 中文線名 | 日文線名       | 路段                     | 營業距離（公里） | 通稱          | 廢除年月日                                                                           | 備註 |
| ---------- | -------- | -------------- | ------------------------ | ---------------- | ------------- | ------------------------------------------------------------------------------------ | --- |
| 幹線       | 函館本線 |                | 砂川－上砂川             | 7.3              | 上砂川支線    | 1994年5月16日                                                                        | 轉移至北海道中央巴士                                                                                        |
| 幹線       | 石胜线   |                | 新夕張－夕張             | 16.1             | ■Y 夕張支線   | 2019年4月1日                                                                         | 轉移至夕張鐵道巴士                                                                                          |
| 地方交通線 | 幌內線   |                | 岩見澤－幾春別           | 18.1             |               | 1987年7月13日                                                                        | 被指定為第2次特定地方交通線而廢除 轉移至北海道中央巴士 JR啟動後第1條被廢除路線                              |
| 地方交通線 | 幌內線   | 三笠－幌內     | 2.7                      | （貨物支線）     |               | 1987年7月13日                                                                        | 被指定為第2次特定地方交通線而廢除 轉移至北海道中央巴士 JR啟動後第1條被廢除路線                              |
| 地方交通線 | 松前線   |                | 木古內－松前             | 50.8             |               | 1988年2月1日                                                                         | 被指定為第2次特定地方交通線而廢除 轉移至函館巴士                                                            |
| 地方交通線 | 歌志內線 |                | 砂川－歌志內             | 14.5             |               | 1988年4月25日                                                                        | 被指定為第2次特定地方交通線而廢除 轉移至北海道中央巴士                                                      |
| 地方交通線 | 標津線   |                | 標茶－根室標津           | 69.4             |               | 1989年4月30日                                                                        | 被指定為第2次特定地方交通線而廢除 本線轉移至阿寒巴士，支線轉移至根室交通（巴士）                            |
| 地方交通線 | 標津線   | 中標津－厚床   | 47.5                     | 厚床支線         |               | 1989年4月30日                                                                        | 被指定為第2次特定地方交通線而廢除 本線轉移至阿寒巴士，支線轉移至根室交通（巴士）                            |
| 地方交通線 | 名寄本線 |                | 名寄－遠輕               | 138.1            |               | 1989年5月1日                                                                         | 被指定為第2次特定地方交通線而廢除 轉移至名士巴士、北紋巴士、北見巴士、湧別町營巴士                          |
| 地方交通線 | 名寄本線 | 中湧別－湧別   | 4.9                      | 湧別支線         |               | 1989年5月1日                                                                         | 被指定為第2次特定地方交通線而廢除 轉移至名士巴士、北紋巴士、北見巴士、湧別町營巴士                          |
| 地方交通線 | 天北線   |                | 音威子府－南稚內         | 148.9            |               | 1989年5月1日                                                                         | 被指定為第2次特定地方交通線而廢除 轉移至宗谷巴士                                                            |
| 地方交通線 | 池北線   |                | 池田－北見               | 140.0            |               | 1989年6月4日                                                                         | 被指定為第2次特定地方交通線而廢除 轉移至北海道池北高原鐵道故鄉銀河線 2006年4月21日廢除 轉移至北海道北見巴士 |
| 地方交通線 | 深名線   |                | 深川－名寄               | 121.8            |               | 1995年9月4日                                                                         | 轉移至 JR北海道巴士                                                                                         |
| 地方交通線 | 江差線   |                | 木古內－江差             | 42.1             |               | 2014年5月12日                                                                        | 轉移至函館巴士                                                                                              |
| 地方交通線 | 江差線   | 五稜郭－木古內 | 37.8                     | 津輕海峽線       | 2016年3月26日 | 伴隨北海道新幹線新青森－新函館北斗段通車而廢除 轉移至 道南漁火鐵道■sh 道南漁火鐵道線 | |
| 地方交通線 | 留萌本線 |                | 留萌－增毛               | 16.7             |               | 2016年12月5日                                                                        | 轉移至沿岸巴士                                                                                              |
| 地方交通線 | 留萌本線 | 石狩沼田－留萌 | 35.7                     |                  | 2023年4月1日  |                                                                                      | 轉移至沿岸巴士                                                                                              |
| 地方交通線 | 札沼線   |                | 北海道医疗大学－新十津川 | 47.6             | 学园都市线    | 2020年5月7日                                                                         | 自2020年4月17日起停止列车运行 转移至北海道中央巴士和美呗驾校的巴士                                          |
| 地方交通線 | 日高本線 |                | 鹉川－样似               | 116.0            |               | 2021年4月1日                                                                         | 实质上自2015年1月的大波受害以来已由巴士代行 转移至道南巴士、 JR北海道巴士                                   |
| 航路       | 青函航路 |                | 青森－函館               | 113.0            |               | 1988年3月13日                                                                        | 伴隨海峽線通車而廢除 1988年6月3日至9月18日一度短暫復航                                                      |

- 函館本線的函館－五稜郭段、江差線的五稜郭－木古內段、海峽線的全線與JR東日本津輕線的青森－中小國段曾經被稱為「津輕海峽線」的愛稱，北海道新幹線通車後取消了通過海峽線的在來線旅客列車，並廢除愛稱。但是海峽線自體被非正式廢除，被視為休止的「沒有定期旅客列車的營業路線」處理。

### 預定路線
| 分類   | 中文線名     | 日文線名 | 路段             | 營業距離（公里） | 預定通車 | 備註                                               |
| ------ | ------------ | -------- | ---------------- | ---------------- | -------- | -------------------------------------------------- |
| 新幹線 | 北海道新幹線 |          | 新函館北斗－札幌 | 211.3            | 2038年冬 | 但是，札幌市正進行申辦奧運計劃，而被請願提前通車。 |

## 與其他JR公司的分界站
線區所屬公司將JR北海道設為〔北〕，同樣將JR東日本用〔東〕的例子來表示。
- ○：全面由對方旅客鐵路公司管轄

JR東日本
- ○中小國站〔北〕海峽線・〔東〕津輕線
- ○新青森站〔北〕北海道新幹線・〔東〕奧羽本線、東北新幹線

## 現行車種
新幹線： 
- 隼號（東北新幹線直通，一部分使用JR東日本車輛）
- 疾風號（東北新幹線直通，一部分使用JR東日本車輛）

特急列車：
- 神威號/丁香號
- 旭山動物園號（臨時）
- 富良野薰衣草快速/富良野紅葉快速（臨時）
- 宗谷號
- 佐呂別號
- 鄂霍茨克號
- 大雪號
- 超級大空號
- 超級十勝號
- 鈴蘭號
- 北斗/超級北斗號
- 二世谷號（臨時）

快速列車：
- 機場特快
- 石狩特快（區間快速）
- 二世谷特快
- 名寄特快
- 北見特快（特別快速）
- 狩勝特快
- 知床特快
- 納沙布/花咲特快
- 函館特快（部分普通列車）
- 健康步行特快（臨時）
- 優駿浪漫特快（臨時）

觀光列車：
- 釧路濕原號
- 富良野美瑛慢車號
- SL冬之濕原號
- 流冰物語號

## 車輛
由於北海道地區境內多山，因此鐵路路線崎嶇彎道多是一大特色，針對此點JR北海道大量啟用了擺式列車以提升列車在彎道上的速度。除此之外，由於北海道冬季嚴寒常有暴風雪，札幌、旭川以東路線尚未電氣化，因此JR北海道的柴聯車使用比例也是JR諸社裡面最高的。
- 新幹線
  - 新幹線E5/H5系
- 特急列車
  - kiha 281系
  - Kiha 283系
  - Kiha 261系
  - 789系电力动车组
- 普通列車
  - Kiha40系
  - Kiha54型
  - Kiha150型
  - H100型柴聯車
  - JR北海道KiHa 201系柴聯車
  - JR北海道721系電聯車
  - JR北海道731系電聯車
  - JR北海道733系電聯車
  - JR北海道735系電聯車

## 關係企業
JR北海道旗下設有許多業務方向不同的子公司與和其他單位或企業共同設立的合資企業，其中絕大部分都是與JR北海道本身的營運相關的支援型公司。
- 運輸、鐵路相關：
  - 北海道高速鐵道開發（日语：北海道高速鉄道開発）：專營與路線速度提升有關的車輛和設施之出租。原本是為了釧路～札幌間的鐵路高速化之故而由JR北海道、北海道廳與包括釧路市在內的沿線地方自治體共同出資設立，但後來主要的業務重點都放在宗谷本線的高速化與札沼線電氣化等事項上。
  - 北海道JR顧問（北海道ジェイアール・コンサルタンツ）：主要經營與鐵道或其他構造物有關的設計與調查業務。
  - JR北海道巴士（ジェイ・アール北海道バス）：經營北海道地區JR巴士的運行。
  - 北海道JR顧問（北海道ジェイアール・コンサルタンツ）：主要經營與鐵道或其他構造物有關的設計與調查業務。
  - 道電：鐵路信號設備的施工與管理。
  - 北海道JR施工（北海道ジェイ・アール・ビルト）: 鐵道與其他建築物的施工與維護。
  - 北海道軌道設施工業：軌道的施工與維護。
  - 札建工業：土木、建築與鐵道路線等的施工。
  - 札幌交通機械（日语：札幌交通機械）：車輛的檢修、改造，建築物的空調與衛生工程施工。
  - 札幌工營：承包車輛工廠內的作業。
  - 北海道JR運輸支援（北海道ジェイ・アール運輸サポート）：承包車廂內的清掃整理，與車輛基地內的調車業務。
  - 北海道JR電子網路（北海道ジェイ・アール・サイバネット）：車輛的電子設備與系統之開發。
- 北海道JR服務網（日语：北海道ジェイ・アール・サービスネット）：舊名「日交觀北海道」，主要經營本社與部分旭川支設管轄範圍內的車站營運委託。除此之外，也經營一些票務櫃臺與旅行社的作業人員之派遣管理、員工教育等事業。
  - JR道東旅遊服務（日语：ジェイ・アール道東トラベルサービス）：主要經營釧路支社範圍內的各車站之代營運與導遊派遣等業務。
  - JR北海道租賃（ジェイアール北海道レンタリース）：主要經營北海道地區車站租車（駅レンタカー）的經營。
- 物流、飲食：
  - 北海道JR生鮮零售（日语：北海道ジェイ・アール・フレッシュネス・リテール）：連鎖超級市場「JR生鮮市場」的營運。
  - 北海道Kiosk（日语：北海道キヨスク）：北海道境內各車站內與札幌城市圈內各站周邊的便利商店（KIOSK，車站小舖）之經營。札幌市營地下鐵的車站內也有該公司的連鎖店鋪。2010年時，合併了另一家子公司北海道JR食品（北海道ジェイ・アール・フーズ，舊名「日食北海道」（にっしょく北海道））因此也繼承了札幌、旭川、小樽等車站內的餐廳，與隸屬於JR北海道飯店集團的札幌彌生大飯店（ホテルさっぽろ弥生）之經營業務。
  - JR函館開發（日语：ジェイ・アールはこだて開発）：經營函館支社管轄範圍內的車站託管業務，以及車站內的賣店、餐廳食堂之經營。2007年時，JR北海道的另一家子公司「北海道企畫開發」解編，因此包括七飯町的「流山溫泉（日语：流山温泉）」、大沼國家公園內的「大沼克勞福賓館」（クロフォード・イン大沼，Crawford Inn大沼）與位於札幌運轉所的高爾夫練習場等相關的業務項目，也一併轉移至JR函館開發旗下。
  - 北海道JR商事（北海道ジェイ・アール商事）：JR北海道集團所使用的建材之調度與出租。
- 不動產、購物中心：
  - 北海道JR都市開發（北海道ジェイ・アール都市開発）：高架鐵路下方的用地租賃，與車站周圍建地的租賃與買賣之經營。
  - 札幌車站綜合開發（札幌駅総合開発）：負責開發經營2005年10月1日在札幌車站南口啟用的札幌總站大樓（札幌ターミナルビル）與札幌車站地下街，以及JR塔（JRタワー）與JR塔廣場（日语：JRタワースクエア）的管理經營。
- 旅館經營：
  - JR北海道旅館（日语：JR北海道ホテルズ）：負責經營JR北海道飯店集團所屬的日航札幌JR塔大飯店（JRタワーホテル日航札幌）。
  - 北海道JR飯店管理（北海道JRインマネジメント）：主要經營JR北海道旗下的平價商務旅館札幌JR飯店（日语：JRイン札幌）與帶廣JR飯店（JRイン帯広）。
  - 旭川總站大樓（旭川ターミナルビル）：除了經營旭川總站大樓內的商場之外，也同時負責旭川羅伊薩飯店（ロワジールホテル旭川）與旭山動物園內的商店與餐廳之營運。
  - 旭川羅伊薩飯店：位在旭川市區內的高級飯店。本身也是「旭川總站大樓」的全資子公司。
- 其他服務：
  - 北海道清潔系統（日语：北海道クリーン・システム）: 經營JR北海道管轄範圍內的車站與一般建物之清掃。2005年時合併另一家子公司北海道JR清潔服務（北海道ジェイ・アール・クリーンサービス）的業務，繼承其代理樂清（日语：ダスキン）（Duskin）清理用商品的租售業務。在吉岡、龍飛海底兩個海底車站的對外開放業務結束之前，該公司也曾負責過海底車站的參觀導引業務。
  - 北海道寢被供應（北海道リネンサプライ）：經營臥舖列車等所使用的寢具、座椅椅套等的清洗工作。
  - 北海道JR系統開發（日语：北海道ジェイ・アール・システム開発）：經營個人電腦用軟體的開發，與相關硬體設備的銷售。
  - 北海道JR廣告代理（北海道ジェイ・アール・エージェンシー）：經營JR北海道系統的車內廣告與JR的電視廣告、海報製作，以及札幌南口廣場的活動企畫管理。
  - 札新開發：經營桑園駕駛訓練學校。

## 外部連結
- JR北海道官方網站（页面存档备份，存于）（日語）（英文）（繁體中文）（简体中文）
- JR北海道釧路支社（日語） (archive)
- JR北海道旭川支社（日語） (archive)
- JR北海道函館支社（日語） (archive)
- JR北海道苗穗工場（日語） (archive)
- JR北海道 路線圖（页面存档备份，存于）
- REAL 北海道的Facebook專頁（繁體中文）
- Hokkaido的Facebook專頁（英文）
- 고고씽홋카이도的Facebook專頁
- ฮอกไกโด的Facebook專頁（泰文）
- 北海道旅客鐵道的新浪微博（简体中文）